# Raffaello Lucarelli
Raffaello Lucarelli (Gualdo Tadino, 11 ottobre 1879 – ...) è stato un fotografo, regista e produttore cinematografico italiano.
Fondatore della Lucarelli Film, è il primo pioniere del cinema a Palermo e in Sicilia.

## Biografia
Originario di Gualdo Tadino, dove iniziò la sua avventura nel mondo delle immagini attraverso la "Fotografia Lucarelli", il negozio di famiglia, successivamente spostò i suoi affari a Palermo. Nel capoluogo siciliano si dedicò al cinema sotto molteplici aspetti, creando non solo la prima casa di produzione e distribuzione della storia siciliana nel 1905, Lucarelli Film – fra i primi titoli, La Bufera, Fior di rupe, Paolino è furbo–, ma anche cinematografi e teatri di posa (vedi «Manifattura Cinematografica»), come il « Cinema Teatro Lucarelli » (1901) in via Cavour, poi divenuto « Cinema Grande Italia  » nel 1919.. Suo pure l'«Edison Saal Cinematografo» in piazza Verdi 58-59, considerato il primo cinema di Palermo e della Sicilia intera e «solennemente inaugurato il 9 settembre del 1905», ad appena dieci anni dall'invenzione dei fratelli Lumière. Trascurato per molti decenni dalla storiografia ufficiale del cinema, il suo profilo è stato totalmente ricostruito dallo storico Antonio La Torre Giordano che ha inoltre ritrovato alcune pellicole realizzate dal cineasta, rivelando al contempo l'importanza del suo ruolo sul piano nazionale e internazionale, come  nelle co-produzioni con la Casa francese Pathé e quella svizzera Lumen Film. Fu parimenti un precursore dei cinegiornali e del cinema giallo italiano, producendo il «Giornale cinematografico Lucarelli» e i polizieschi Liquor somniferus, Il silenzio del cuore, Ondina, Occultismo e altri. Nel 1910 con la creazione della SIGLA (Società Italiana Gustavo Lombardo Anonima) – divenuta nel 1915 Monopolio Lombardo (la futura Titanus) – fu agente per le produzioni della Lombardo Film. A lui si deve inoltre la nascita delle prime accademie di recitazione cinematografica a Palermo e in Sicilia. Nel 120° anniversario della fondazione della Lucarelli Film (1905-2025), l'Archivio Siciliano del Cinema ha organizzato una mostra dedicata alla sua memoria.